# Нижнеудинский уезд
Нижнеудинский уезд (Нижнеудинский округ) — административно-территориальная единица в составе Иркутской губернии, существовавшая в 1783—1926 годах. Уездный город — Нижнеудинск.

## История
Нижнеудинский уезд был образован в составе Иркутского наместничества (с 1796 — губернии) в 1783 году. В 1822 году преобразован в округ, а в 1898 — снова в уезд.
27 июля 1922 года Нижнеудинский уезд был переименован в Тулунский уезд, а его центром стал город Тулун.
В 1924 году Тулунский уезд был разделён на 5 районов: Братский, Куйтунский, Нижнеилимский, Нижнеудинский и Тулунский.
В 1926 году Тулунский уезд был упразднён, а его территория передана в Тулунский округ Сибирского края.

## Население
По данным переписи 1897 года в округе проживало 80 918 чел. В том числе русские — 91,3 %; татары — 2,4 %; буряты — 1,9 %; поляки — 1,1 %. В окружном городе Нижнеудинске проживало 5752 чел.

## Административное деление
В 1893 году округ состоял из 9 волостей общей численностью 46 112 человек:
- Алзамайская волость — с. Алзамай,
- Больше-Мамырская волость — с. Больше-Мамырское,
- Братская волость — с. Братск,
- Бродячие Карагазы,
- Кимильтейская волость — с. Кимильтейское,
- Куйтунская волость — с. Куйтун,
- Нижнеудинская Землица — г. Нижнеудинск,
- Николаевский железный завод  — ныне затоплен водохранилищем Братской ГЭС,
- Тулуновская волость — с. Тулун.

В 1913 году уезд состоял из 10 волостей: 
| - Алзамайская волость — с. Алзамай, - Большемамырская волость — с. Больше-Мамырское, - Братская волость — с. Братск, - Икейская волость — с. Икей, - Кимильтейская волость — с. Кимильтейское, - Куйтунская волость — с. Куйтун, - Перфиловская волость — с. Перфилово, - Тулунская волость — с. Тулун, - Шебертинская волость — с. Шеберта, - Шерагульская волость — с. Шерагул. |

К 1917 году добавилась Катарбейская волость - с. Катарбей и Солонецкая волость - с. Солонцы.